# Caprinia fimbriata
Caprinia fimbriata is een vlinder uit de familie van de grasmotten (Crambidae), uit de onderfamilie van de Spilomelinae. De wetenschappelijke naam van deze soort is voor het eerst voorgesteld als Cydalima fimbriata door Eduard Hering in een publicatie uit 1903.
De soort komt voor in Indonesië (Sulawesi).